# Сорока Олександр Рустемович
Олександр Рустемович Сорока (1997—2022) — старший матрос Збройних Сил України, учасник російсько-української війни, який загинув під час російського вторгнення в Україну.

## Життєпис
Народився 31 серпня 1997 року. Мешкав із батьками у с. Благодатне, Золотоніський район, Черкаська область.
У 2016 році уклав контракт із Збройними Силами України. Службу проходив у танковому батальйоні 36-тої окремої бригади морської піхоти. Мешкав у Миколаєві, де створив сім'ю.
Під час російського вторгнення в Україну в 2022 році брав участь у захисті Маріуполя, механік-водій. 
Загинув 22 березня 2022 року.

## Нагороди
- орден «За мужність» III ступеня (2022) (посмертно) — за особисту мужність і самовіддані дії, виявлені у захисті державного суверенітету та територіальної цілісності України, вірність військовій присязі.[2]